# 玉串

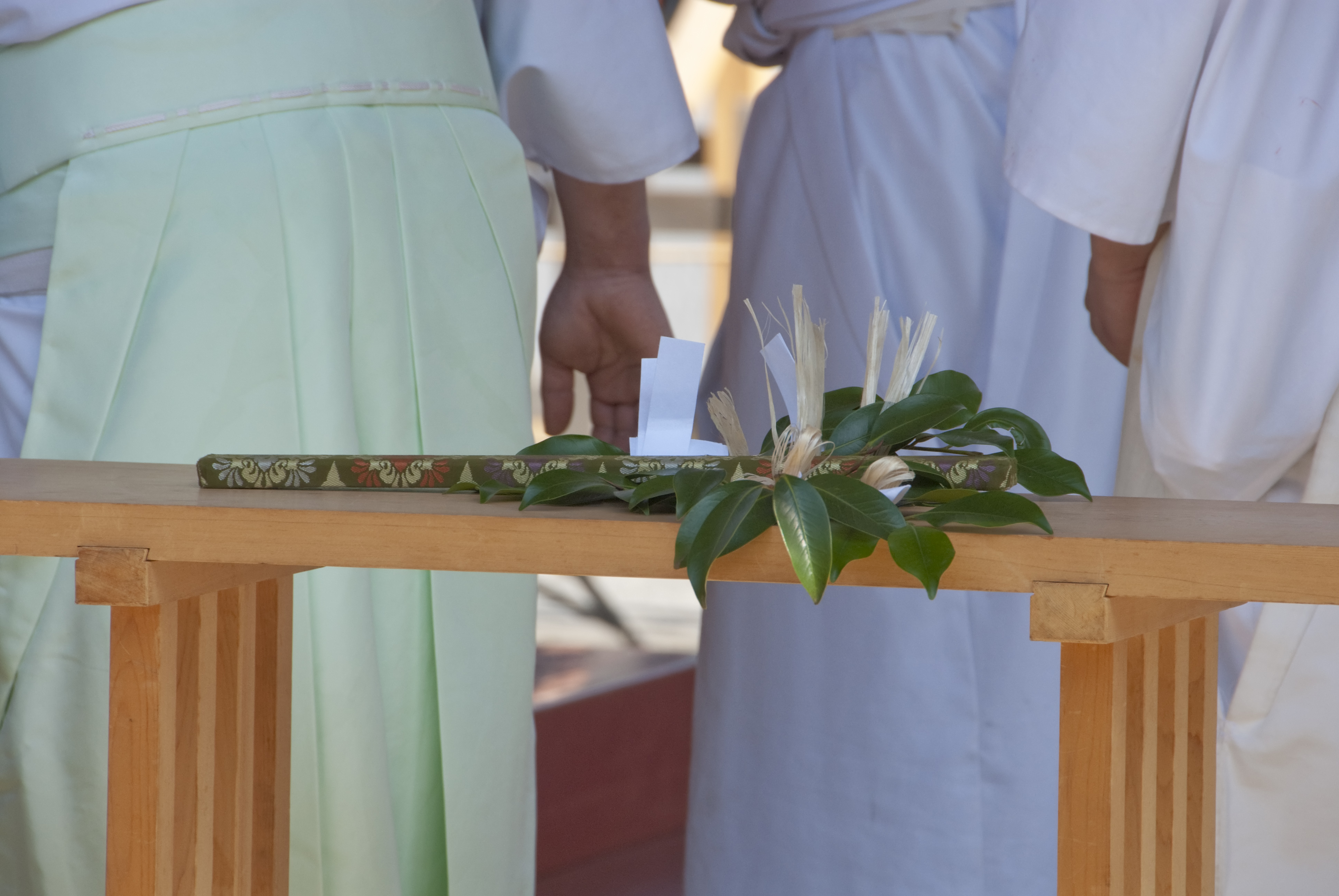
玉串

玉串（たまぐし・たまくし）とは、神道の神事において参拝者や神職が神前に捧げる紙垂（しで）や木綿（ゆう）をつけた榊の枝である。
櫟（北海道）やガジュマル（沖縄県）の枝などを用いることもある。また、神宮大麻の祓い串のように参拝の証として持ち帰り、千度祓い万度祓いを行う例もある。

## 由来
日本神話では、天照大神が岩戸隠れした際、玉や鏡などをつけた五百津真賢木（いほつのまさかき）をフトダマが捧げ持ったとの記述が、玉串の由来とされる。実際には、神霊の依代が玉串の由来とされる。
「たまぐし」の語源については諸説ある。平田篤胤らは神話の記述のように玉をつけたから「玉串」だとし、本居宣長は「手向串」の意とする。「たま」は「魂」の意とする説もある。
百人一首では「このたびは 幣もとりあへず 手向山 紅葉の錦、神の随に」（管公・菅原道真）と、紙垂や木綿を付けない紅葉を玉串とした様子が詠われている（ただし、この和歌における「幣」は、旅の安全を祈願するために道祖神などに捧げる切麻や御幣を指すとされることもある。玉串は神前に捧げる幣帛の一種ではあるが、前述の切麻や御幣とは一般的に区別される）。

## 玉串の捧げ方

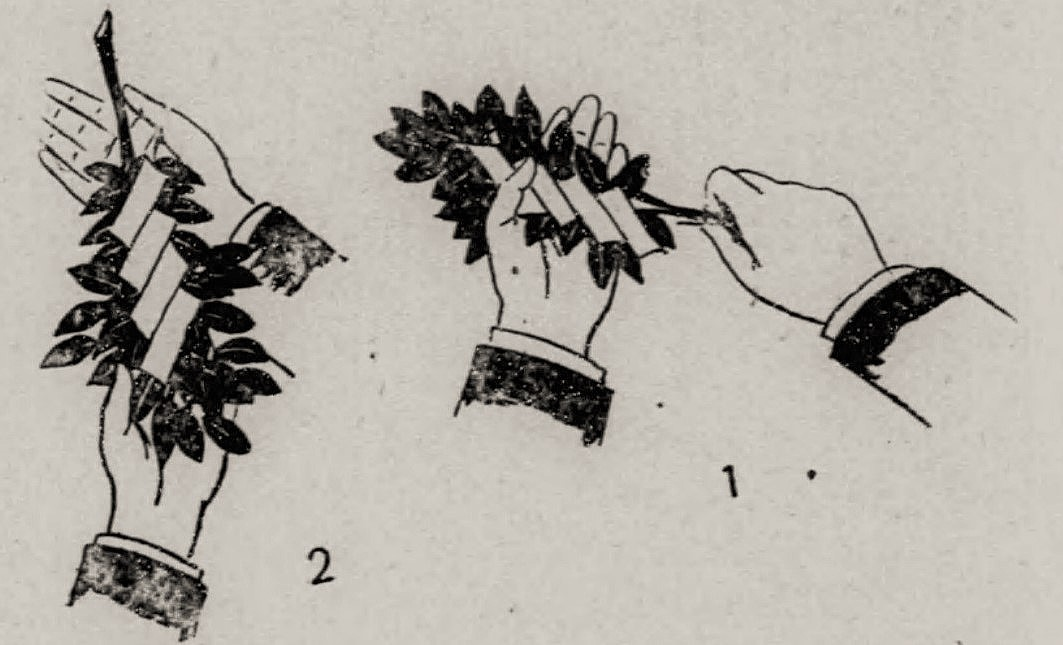
玉串の捧げ方

玉串を神前に捧げて拝礼することを、玉串拝礼（たまぐしはいれい）、玉串奉奠（たまぐしほうてん）という。

## 玉串料
神社に祈祷を依頼する際に納める金銭のことを、「初穂料」のほか「玉串料」と書くこともある。初穂料はお礼やお守りなどを受ける際の金銭にも使うが、玉串料は玉串の代わりに納める金銭という意味であるので、祈祷の依頼の際にのみ使う。また、神葬祭の不祝儀袋の表書きも玉串料（または御榊料）と書く。

## その他
- 「玉串」という地名が、大阪にある。天平勝宝6年（西暦754年）、河内の風水害をおさめるため、旧大和川上流より櫛笥が流された。そして、櫛笥の流れ着いた場所に玉串明宮（現在の津原神社）が建てられ、その周辺一帯を玉串と呼ぶようになったとされる。現在は東大阪市内の町名で、近鉄バス山本線の停留所など一部ではたまぐし読みとなっているが、地元小学校付近ではたまくし読みが定着しており、町名としては後者が正しい（河川 - 玉串川）。
- 「玉串」という神札（みしるし）を出雲大社が授与している。大榊に木綿垂をつけた玉串は霊体として信仰し、守護を頂ける存在でもあった。この玉串はやがて実物から紙に書かれ、御神号「大国主大神」が書き添えられ、これを包んで「御玉串」と称する「霊符」として授与されるようになった。近世になると、「板玉串」や「箱玉串」といった御神札に変化した。なお出雲大社では玉串は「魂」と「串」であり、神と人の魂を串で一つにするという意味もあるとしている[1]。
- 天皇・皇族が用いる玉串は、次のような定めがある。榊の長さは二尺五寸で、曲がった枝は使用しない。葉先から五寸下に細長い紅色の絹布を結ぶ。その一寸下に白色の絹布を結ぶ。結び方は各一結びで、布は左右均一に垂らす。布長は二尺七寸で幅は四寸。榊の本を中奉書八ツ切で包み巻きし、その上下二ケ所を紙捻で結び切する。この玉串を玉串立に据える[2]。